# STS-50
STS-50 est la douzième mission de la navette spatiale Columbia.

## Équipage
- Commandant : Richard N. Richards (3)  États-Unis
- Pilote : Kenneth D. Bowersox (1)  États-Unis
- Commandant de la charge utile : Bonnie J. Dunbar (3)  États-Unis
- Spécialiste de mission : Ellen S. Baker (2)  États-Unis
- Spécialiste de mission : Carl J. Meade (2)  États-Unis
- Spécialiste de la charge utile : Lawrence J. DeLucas (1)  États-Unis
- Spécialiste de la charge utile : Eugene H. Trinh (1)  États-Unis

Le chiffre entre parenthèses indique le nombre de vols spatiaux effectués par l'astronaute au moment de la mission.

## Paramètres de la mission
- Masse :
  - Navette au décollage : 103 814 kg
  - Chargement : 12 101 kg
- Périgée : 302 km
- Apogée : 309 km
- Inclinaison : 28,5°
- Période : 90,6 min

## Objectifs
STS-50 est une mission Spacelab.